# Calimantã Oriental
Calimantã Oriental (Indonésio:Kalimantan Timur) é a segunda maior província da Indonésia, localizada na região de Calimantã no leste da ilha de Bornéu. A província, rica em recursos naturais, tem duas cidades principais, Samarinda (a capital e um centro comercial para produtos de madeira), e Balikpapan (cidade rica em petróleo com uma refinaria). Desde que a Indonésia abriu seus recursos minerais e naturais para investimentos estrangeiros na década de 1970, Calimantã Oriental teve um grande crescimento econômico, graças ao comércio de madeira e petróleo. A empresa estatal Pertamina opera na província desde 1965.
Em Calimantã Oriental vivem 2 750 369 habitantes (2004) em 245 237.80 quilômetros quadrados.